# Colcamar
Die nordperuanische Kleinstadt Colcamar ist Verwaltungssitz des Distriktes Colcamar in der Provinz Luya in der Region Amazonas.

## Geschichte
Die erste offizielle Erwähnung von Colcamar als eigenständigem Ort stammt vom 5. Februar 1861. Seitdem ist das Dorf auf rund 400 Häuser gewachsen. Beim Zensus 2017 lag die Einwohnerzahl bei 1189, 10 Jahre zuvor bei 1394.

## Geographie
Colcamar liegt auf einer Höhe von 2304 m über dem Meeresspiegel in den Anden, oberhalb des Flusses Utcubamba.
Neben zahlreichen Fußwegen in alle Richtungen gibt es auch eine ungeteerte Straße, welche an die Straße Chachapoyas–Leymebamba angeschlossen ist.

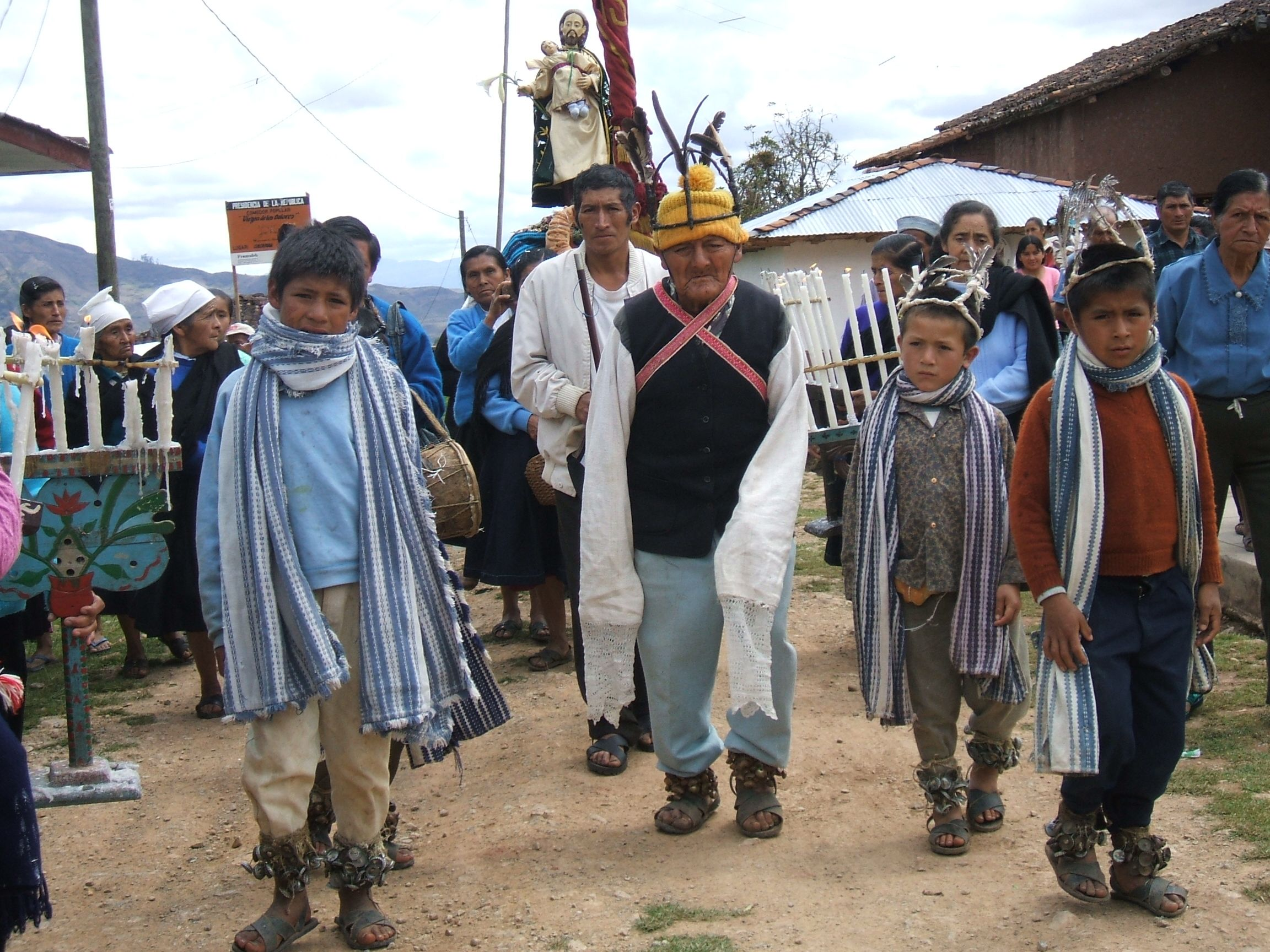
Tänzer und Sänger beim Stadtfest

## Wirtschaft

### Handel
Neben einigen Einzelhändlern gibt es in Colcamar jeden Mittwoch einen Wochenmarkt, der sich wegen des Straßenanschlusses, seiner Größe und dem großen Warenangebot zu einem der Größten im ganzen Distrikt Colcamar entwickelt hat.

### Landwirtschaft
Neben Bananen, Mais und Yucca wird in Colcamar hauptsächlich Zuckerrohr angebaut. Außerdem wird in kleinem Umfang Viehwirtschaft betrieben und Getreide angebaut.

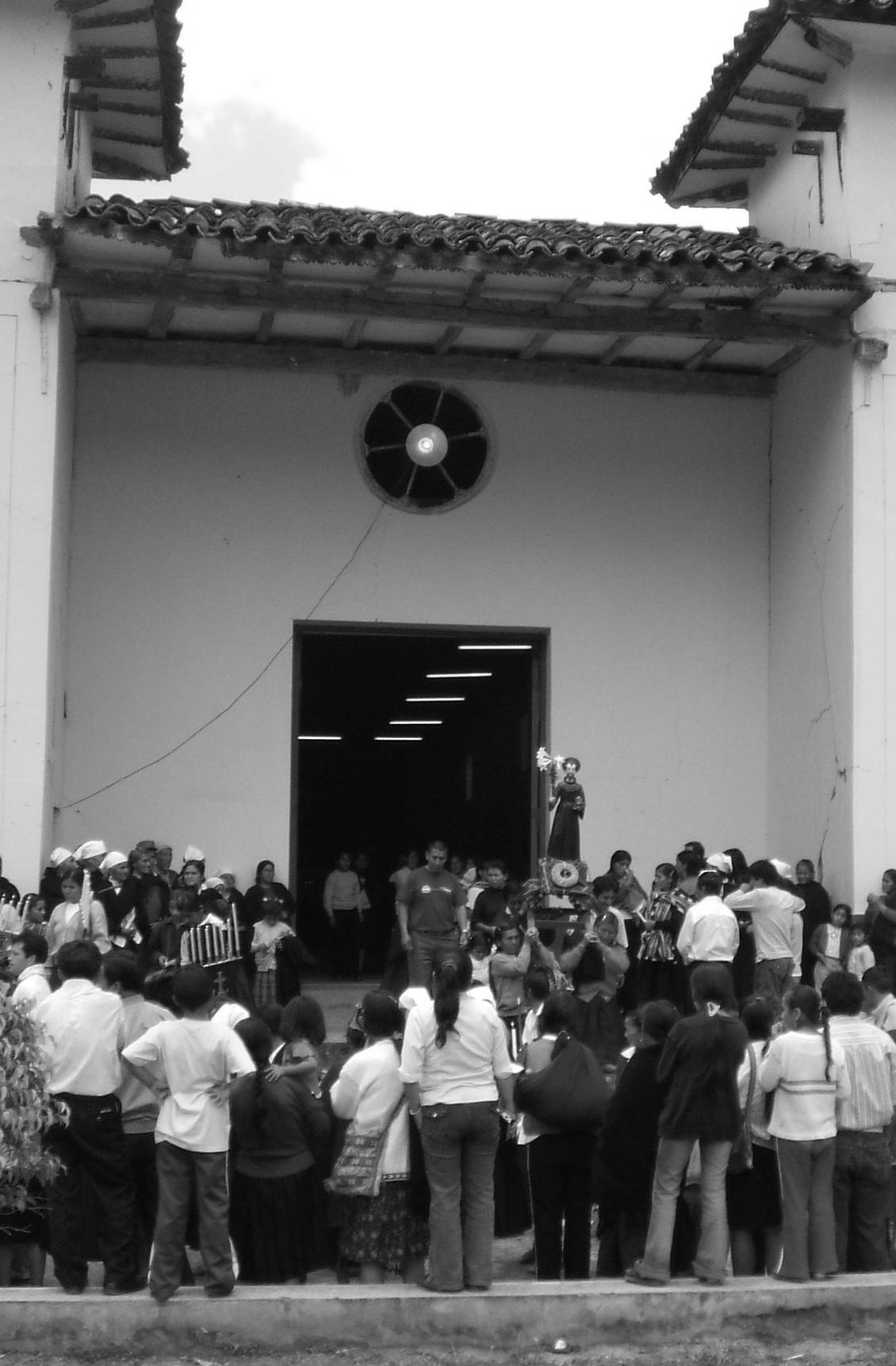
Prozession vor der Kirche von Colcamar

## Tourismus

### Gran Vilaya
Colcamar ist der Ausgangspunkt für Reisen zum Gran Vilaya, einem riesigen Ruinenkomplex, gebaut vom Volk der Chachapoya, entdeckt von Gene Savoy.

### Das Stadtfest
Das jährliche Fest zu Ehren von Sankt Christophorus (San Cristobal) und dem Heiligen Josef (San José) findet vom 20. bis zum 25. September statt. Während dieser Zeit kann man jeden Tag im ganzen Dorf Musik einer der vielen Blaskapellen aus Colcamar hören. Traditionell werden auf der Plaza, dem zentralen Platz, provisorische Zelte aufgebaut, an welchen jeder typische Gerichte der Region probieren kann. Außerdem gibt es immer Süßigkeitenhändler, Gaukler und Glücksspielanbieter, die aus längst vergangenen Jahrhunderten zu kommen scheinen.
Während des Festes wird nicht nur einiges an Bier konsumiert, sondern auch verschiedene Zuckerrohrschnäpse, welche in Colcamar in sehr großen Mengen hergestellt werden. Vom Konsum wird dem "ungeübten" Magen ausdrücklich abgeraten. An den meisten Abenden gibt es in einem Teil des Dorfes den Baile sociál, den Tanz, der bei keinem Fest fehlen darf. Manchmal kostet dieser Eintritt, oft spielen regional sehr bekannte Gruppen.
Natürlich kommt auch die religiöse Komponente nicht zu kurz, an jedem Tag wird die Statue eines anderen Heiligen durch das Dorf getragen und dabei von hunderten Frauen mit Kerzenleuchtern und einer Gruppe von mit Federn geschmückten Musikern und Tänzern begleitet.

## Anfahrt
Nach Colcamar kommt man am besten von Chachapoyas aus, von wo es einen regelmäßigen Taxi- und Busverkehr gibt.